# Hell dig, törnekrönte Konung
Hell dig, törnekrönte Konung är en sång med text från 1797 av John Bakewell och musik av Philip Paul Bliss. 

## Publicerad i
- Musik till Frälsningsarméns sångbok 1907 som nummer 163.
- Frälsningsarméns sångbok 1929 som nummer 511 under rubriken "Långfredag".
- Frälsningsarméns sångbok 1968 som nummer 610 under rubriken "Passionstid".
- Frälsningsarméns sångbok 1990 Som nummer 730 under rubriken "Fastan".
- Sångboken 1998 som nummer 43.